# Казаккулово (Башкортостан)
Казакку́лово (баш. Ҡаҙаҡҡол) — деревня в Учалинском районе Башкортостана России, относится к Миндякскому сельсовету.

## Население
| 2002 | 2009 | 2010 |
| ---- | ---- | ---- |
| 157  | ↘150 | ↘117 |

Национальный состав
Согласно переписи 2002 года, преобладающая национальность — башкиры (96 %).

## Географическое положение
Расстояние до:
- районного центра (Учалы): 75 км,
- ближайшей железнодорожной станции (Урал-Тау): 13 км.

## История
До 19 ноября 2008 года административный центр Казаккуловского сельсовета (Закон Республики Башкортостан от 19 ноября 2008 г. № 49-з «Об изменениях в административно-территориальном устройстве Республики Башкортостан в связи с объединением отдельных сельсоветов и передачей населённых пунктов»).

## Религия
В деревне есть мечеть.